# کلیسای واهراماشن
کلیسای واهراماشن (ارمنی: Վահրամաշեն եկեղեցի) یک کلیسا حواری ارمنی واقع در ارمنستان می‌باشد. این بنا به سبک معماری ارمنی طراحی شده است. این کلیسا در سال ۱۰۲۶ میلادی در شیب جنوبی کوه آراگاتس استان آراگاتسوتن ساخته شد.

## نگارخانه

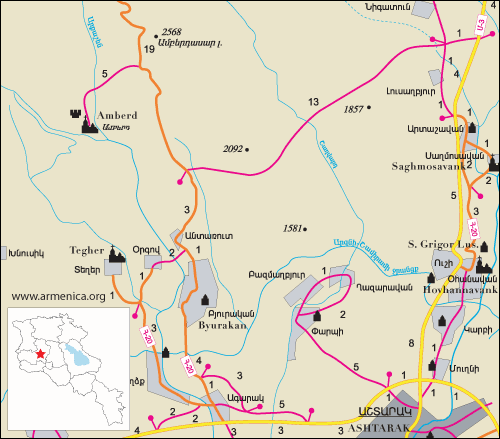
موقعیت قلعه امبرد و وهراماشن
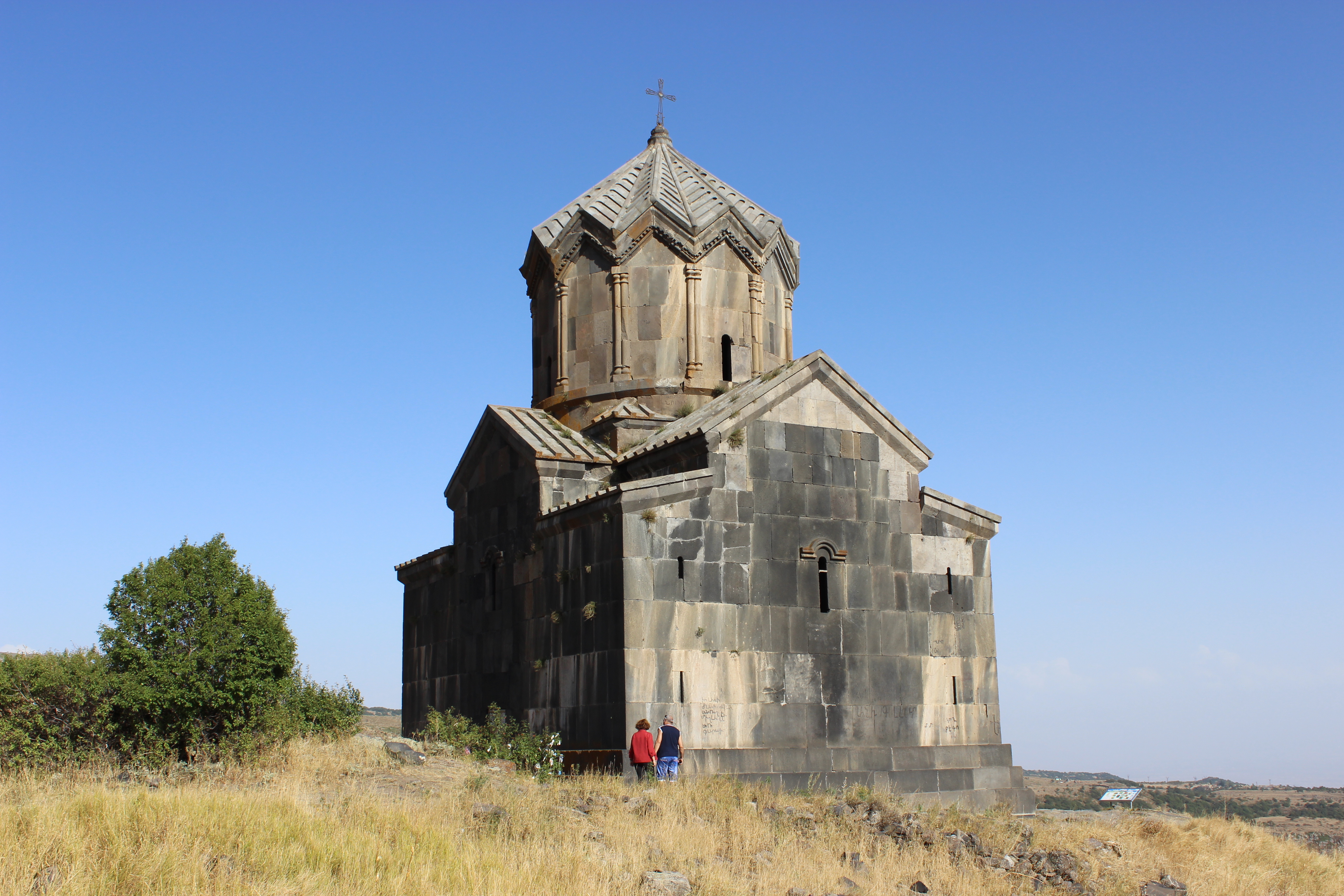
نمای جلوی کلیسا
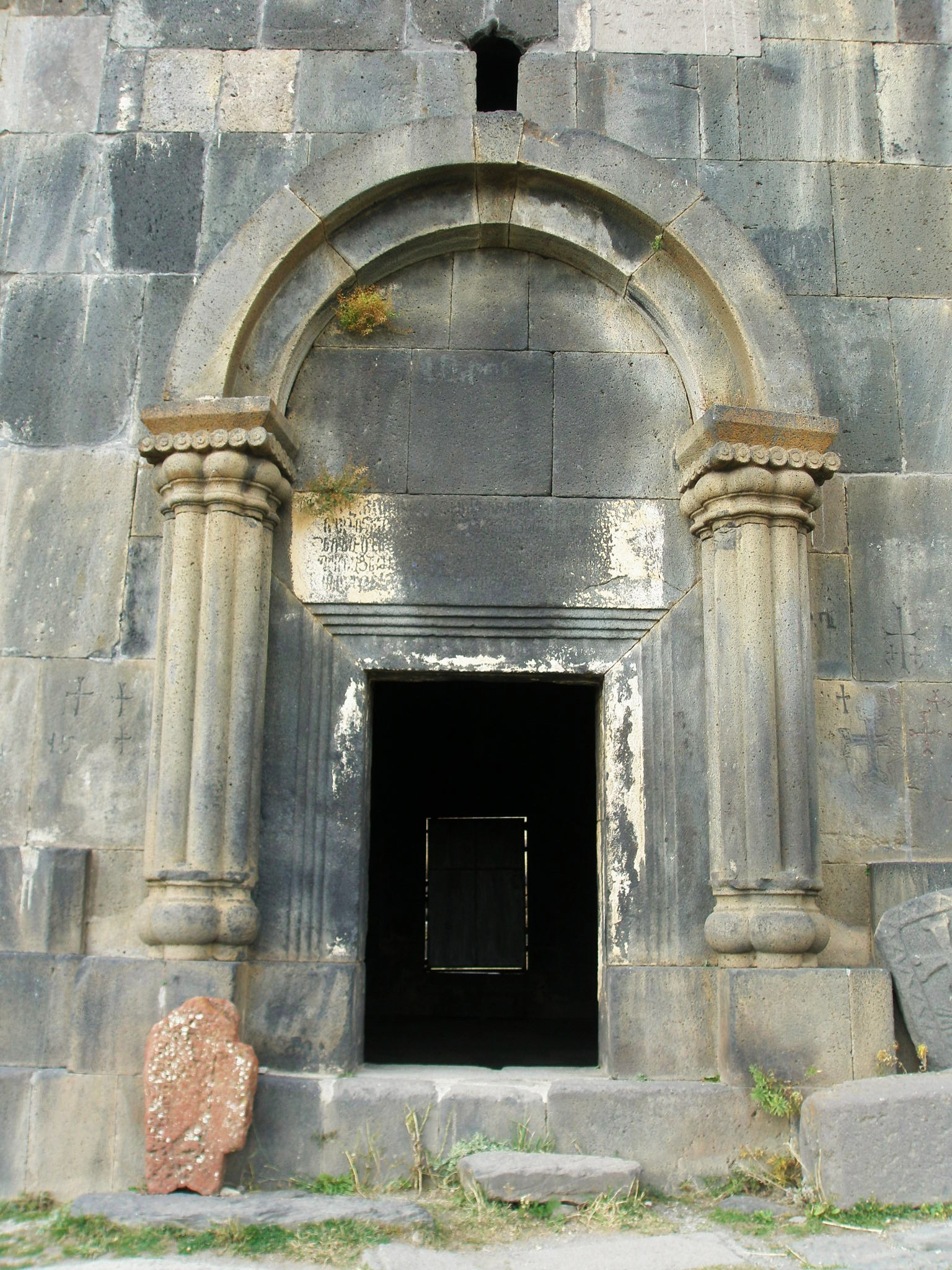
پورتال جنوبی (ورودی اصلی)
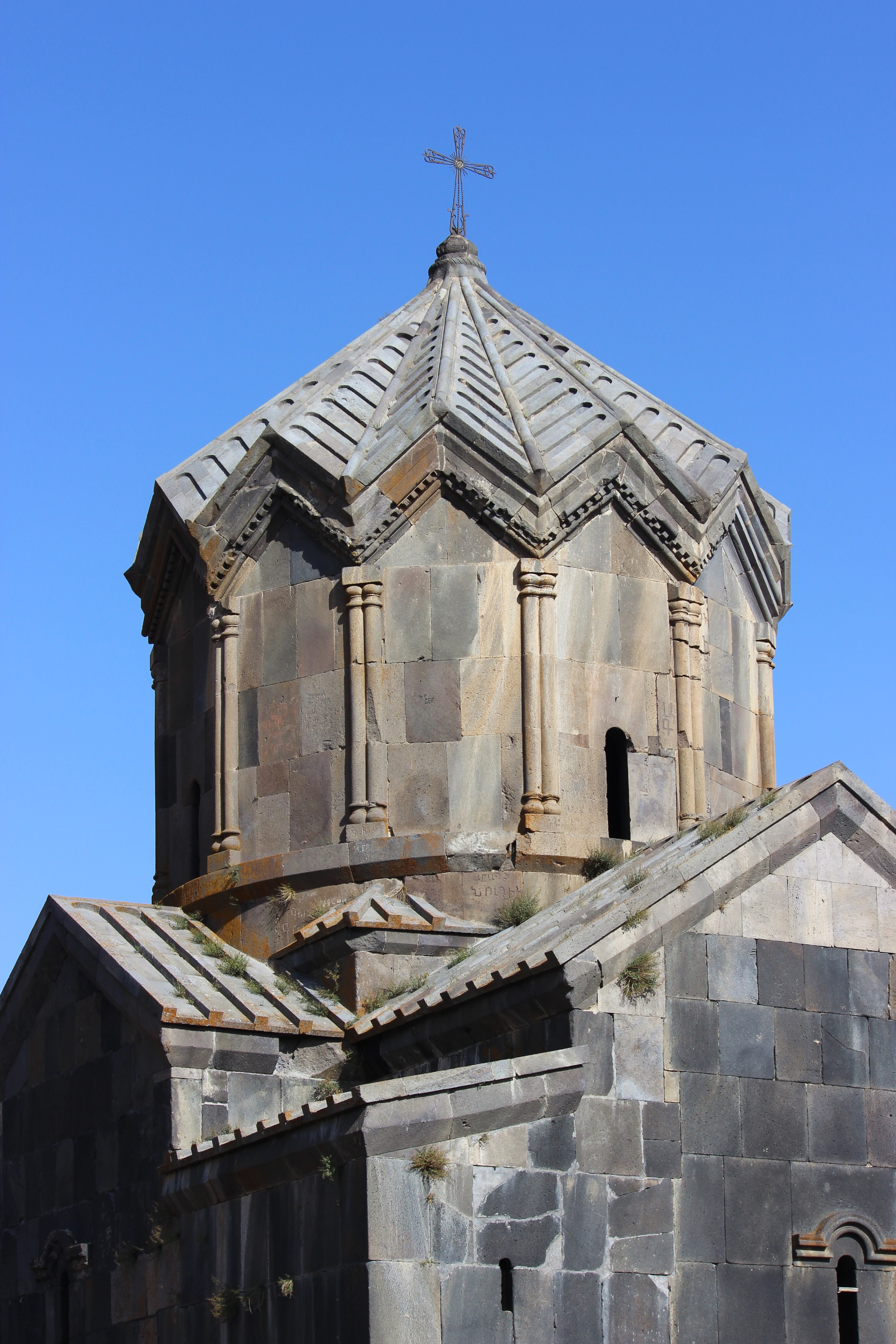
نمای نزدیک کلیسا
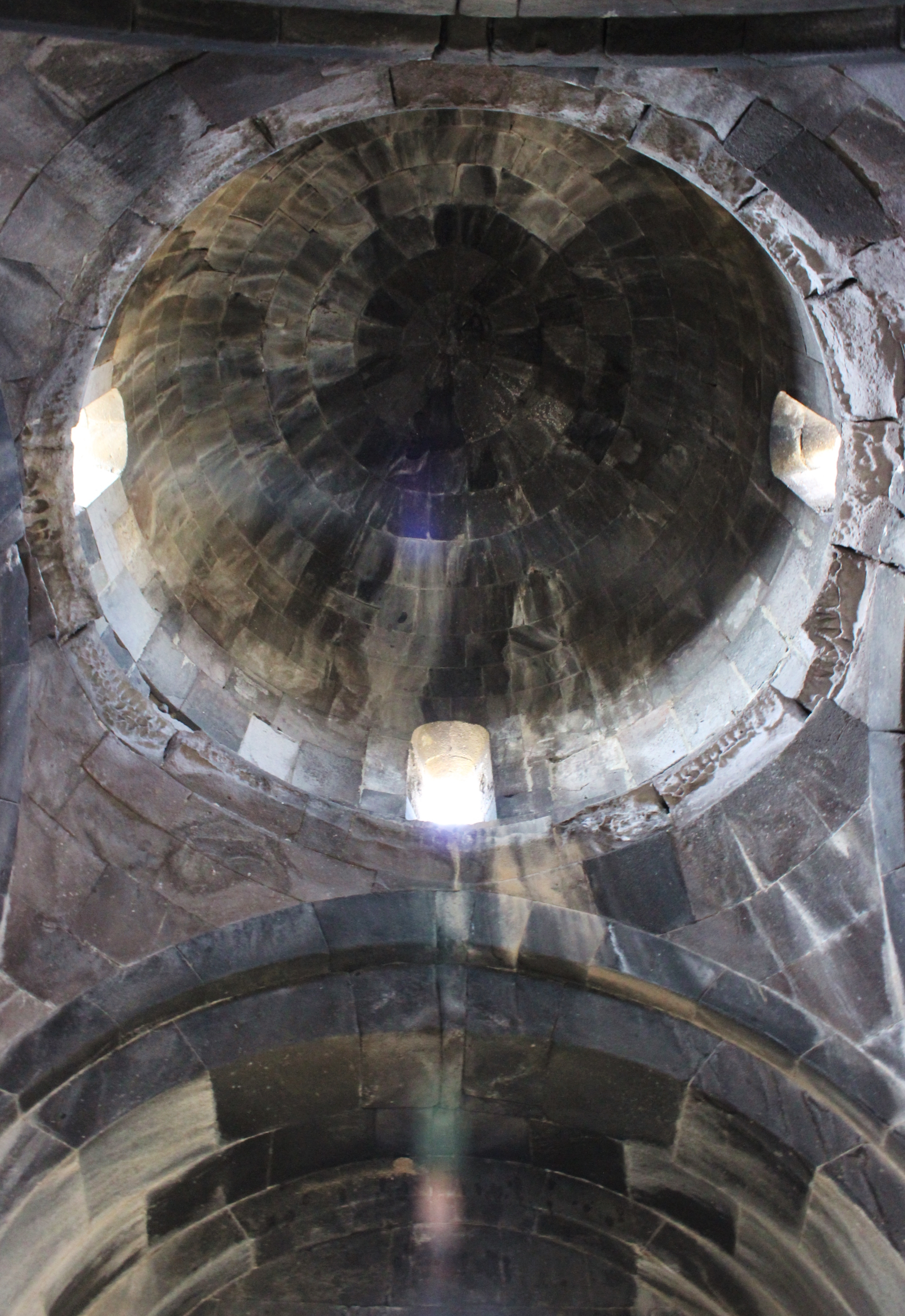
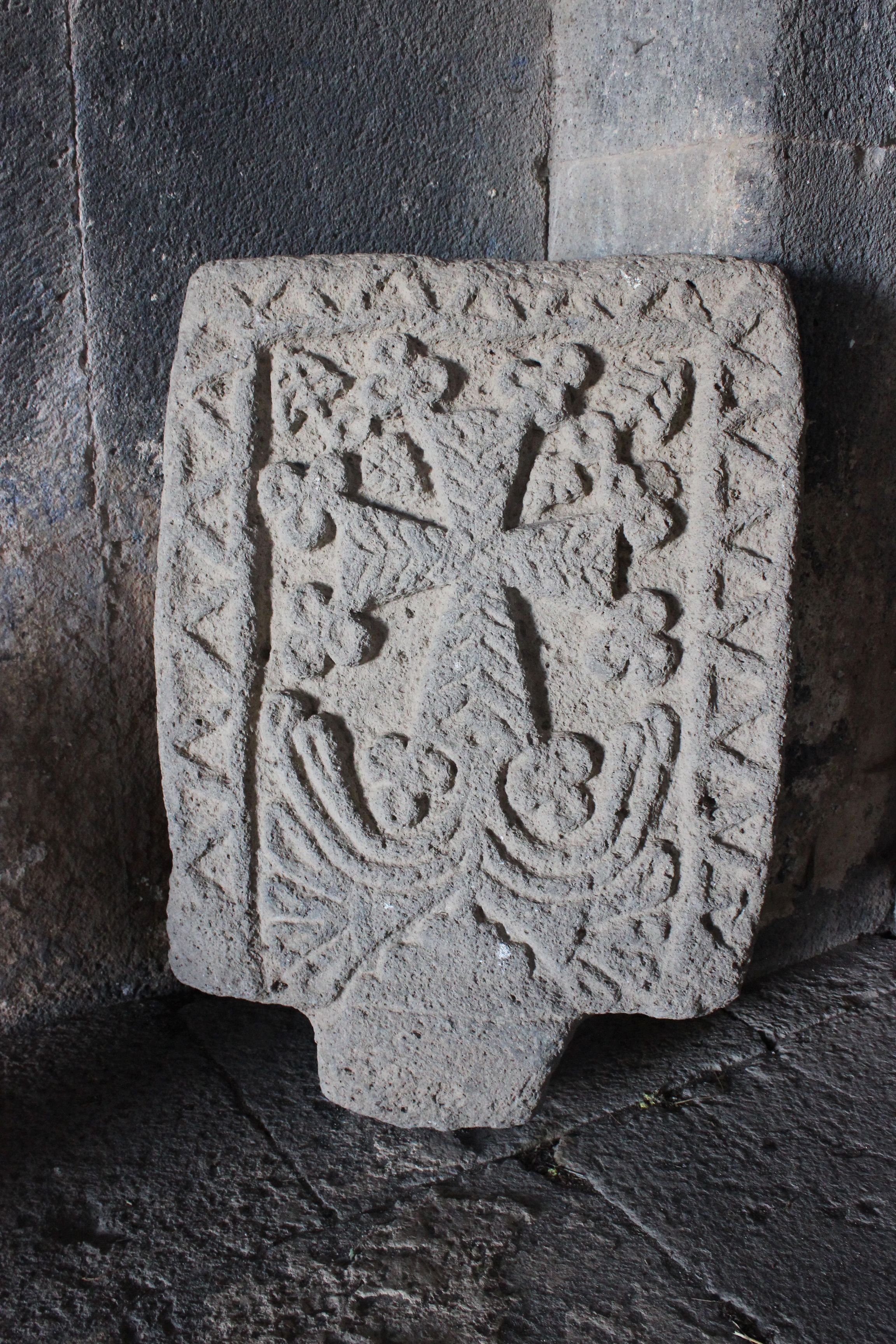
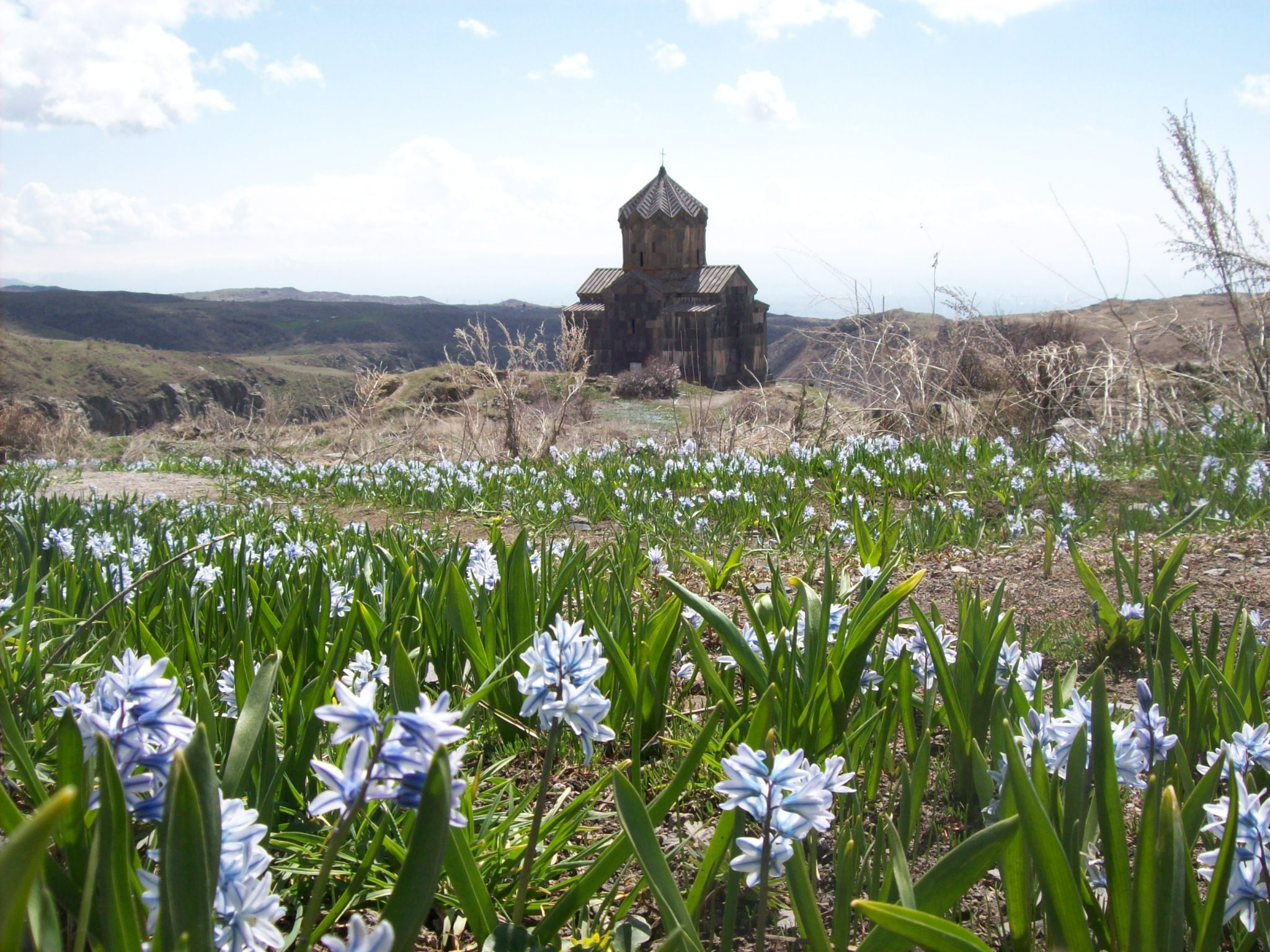
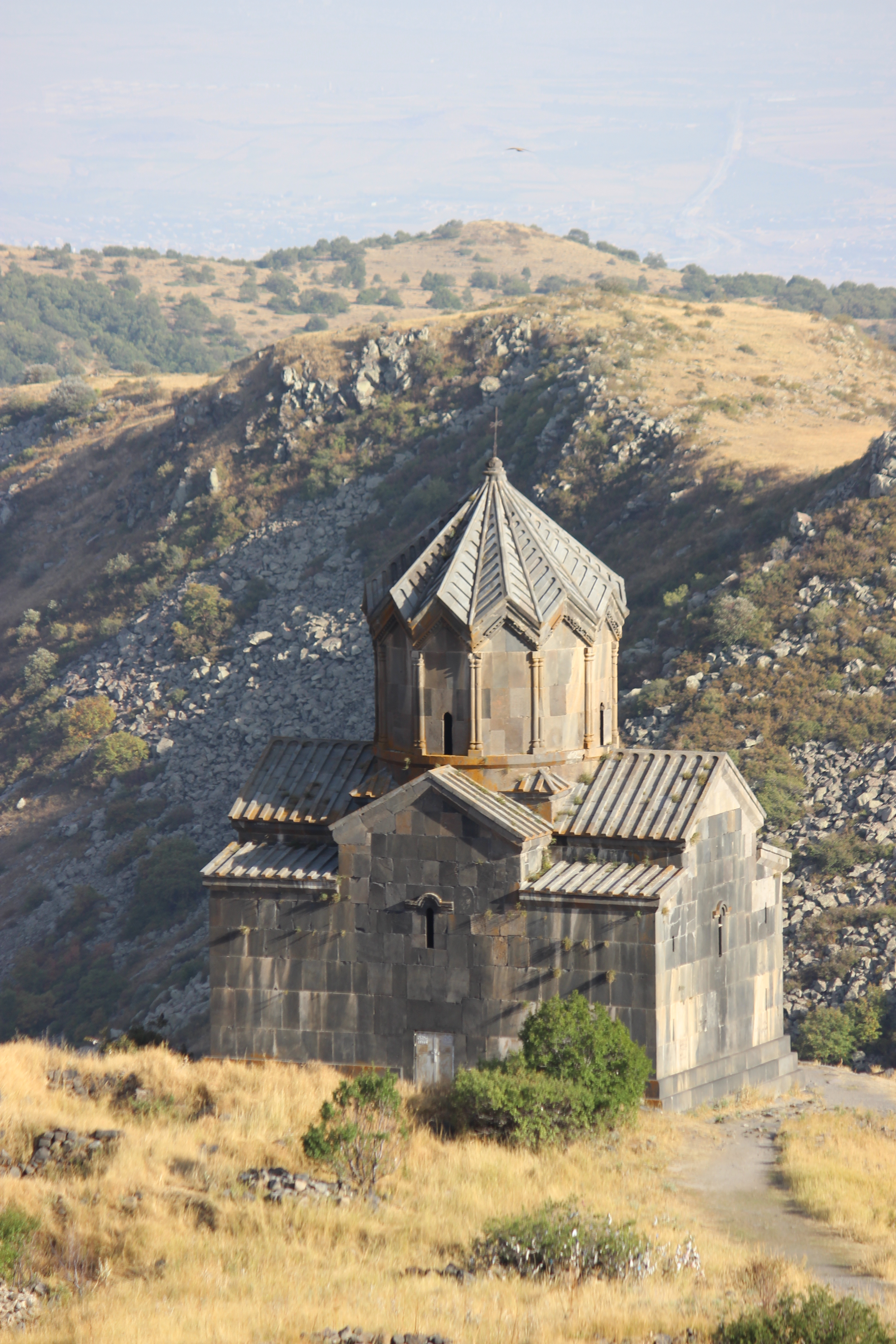